# Glorie aan Oekraïne

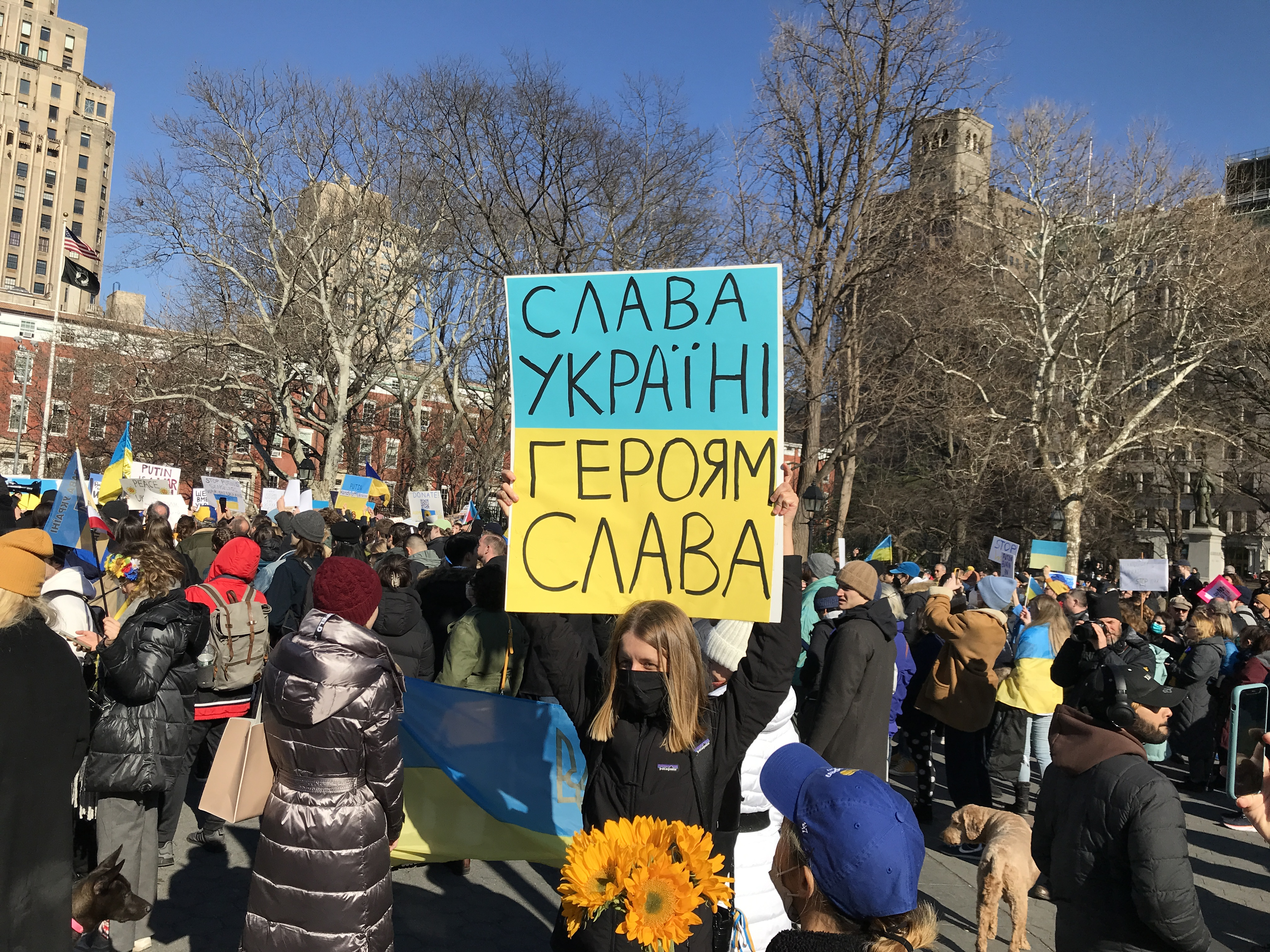
Pancarte met de slogan Slava Ukraini! Heroiam slava! op een betoging tegen de Russische invasie van Oekraïne in 2022. New York, 27 februari 2022.

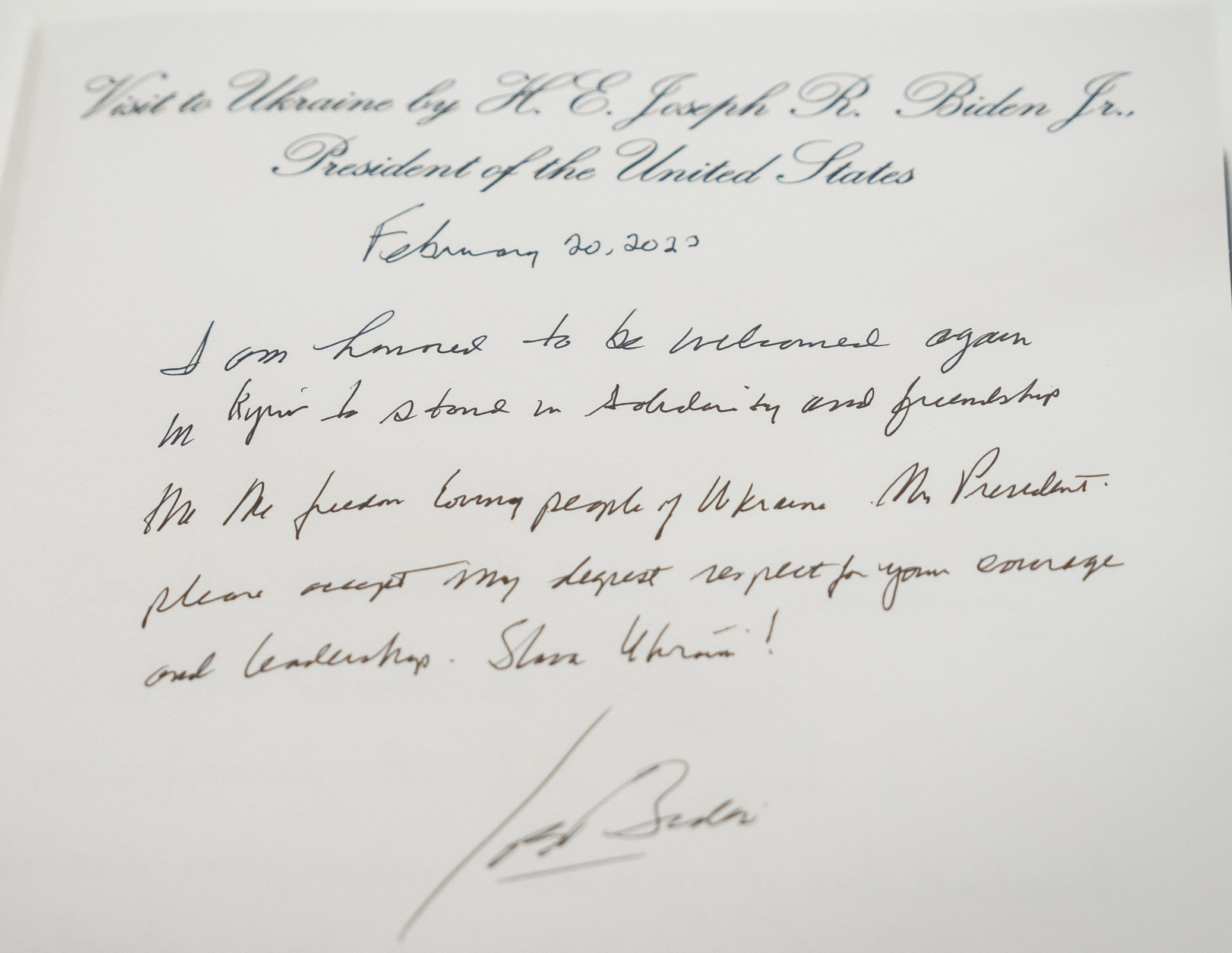
Een boodschap van Amerikaans president Joe Biden tijdens diens bezoek aan Oekraïne in 2023, eindigend met de bewoordingen Slava Ukraini. Kiev, 20 februari 2023.

Glorie aan Oekraïne (Oekraïens: Слава Україні! Героям слава!; geromaniseerd: Slava Ukraini! Heroiam slava!; vertaling: Glorie aan Oekraïne! Glorie aan de helden!) is een Oekraïens nationaal saluut. De slogan dook aan het begin van de 20e eeuw op in verschillende variaties en werd enorm populair onder etnische Oekraïners tijdens de Oekraïense Onafhankelijkheidsoorlog van 1917 tot 1921. De slogan kreeg wereldwijde bekendheid tijdens de Russische invasie van Oekraïne in 2022.

## Geschiedenis

### Russische invasie van Oekraïne in 2022
Na de invasie van Oekraïne door Rusland is de slogan door de Oekraïense president Volodymyr Zelensky, de Britse premier Boris Johnson, voorzitter van de Europese Commissie Ursula von der Leyen, Nieuw-Zeelandse premier Jacinda Ardern, de Nederlandse premier Mark Rutte, de Kroatische premier Andrej Plenković en door demonstranten wereldwijd gebruikt.
De tweede herdenkingsmunt van € 2 van 2022 van Estland heeft als thema "Slava Ukraini".

## Trivia
Het fietspad naast de ambassade van de Russische Federatie in Den Haag werd 'Slava Ukraini laantje' [sic] gedoopt door inwoners van de naastgelegen wijk Zorgvliet. Het straatnaambord werd verwijderd door de gemeente.